# Centre allemand de recherche sur la polyarthrite
 (juillet 2025).
La mise en forme du texte ne suit pas les recommandations de Wikipédia : il faut le « wikifier ».
Les points d'amélioration suivants sont les cas les plus fréquents :
- Les titres sont pré-formatés par le logiciel. Ils ne sont ni en capitales, ni en gras.
- Le texte ne doit pas être écrit en capitales (les noms de famille non plus), ni en gras, ni en italique, ni en « petit »…
- Le gras n'est utilisé que pour surligner le titre de l'article dans l'introduction, une seule fois.
- L'italique est rarement utilisé : mots en langue étrangère, titres d'œuvres, noms de bateaux, etc.
- Les citations ne sont pas en italique mais en corps de texte normal. Elles sont entourées par des guillemets français : « et ».
- Les listes à puces sont à éviter, des paragraphes rédigés étant largement préférés. Les tableaux sont à réserver à la présentation de données structurées (résultats, etc.).
- Les appels de note de bas de page (petits chiffres en exposant, introduits par l'outil «  Source ») sont à placer entre la fin de phrase et le point final[comme ça].
- Les liens internes (vers d'autres articles de Wikipédia) sont à choisir avec parcimonie. Créez des liens vers des articles approfondissant le sujet. Les termes génériques sans rapport avec le sujet sont à éviter, ainsi que les répétitions de liens vers un même terme.
- Les liens externes sont à placer uniquement dans une section « Liens externes », à la fin de l'article. Ces liens sont à choisir avec parcimonie suivant les règles définies. Si un lien sert de source à l'article, son insertion dans le texte est à faire par les notes de bas de page.
- La présentation des références doit suivre les conventions bibliographiques. Il est recommandé d'utiliser les modèles {{Ouvrage}}, {{Chapitre}}, {{Article}}, {{Lien web}} et/ou {{Bibliographie}}. Le mode d'édition visuel peut mettre en forme automatiquement les références.
- Insérer une infobox (cadre d'informations à droite) n'est pas obligatoire pour parachever la mise en page.

Pour une aide détaillée, merci de consulter Aide:Wikification.
Si vous pensez que ces points ont été résolus, vous pouvez retirer ce bandeau et améliorer la mise en forme d'un autre article.
Centre allemand de recherche sur la polyarthrite (en allemand : *Deutsches Rheuma-Forschungszentrum* Berlin, DRFZ), institut membre de la Communauté Leibniz, a été fondé en 1988 en tant que fondation de droit civil par le Land de Berlin et la société Immanuel-Krankenhaus GmbH. Conformément à ses statuts, l’institut se consacre à la recherche interdisciplinaire sur les causes et l’épidémiologie des maladies rhumatismales, avec pour objectif de contribuer au développement de thérapies efficaces et à l’amélioration des soins aux patients.
Par des méthodes épidémiologiques, l’institut identifie les facteurs de risque et les prédicteurs de l’évolution des maladies inflammatoires rhumatismales, évalue la sécurité et l’efficacité des nouvelles thérapies dans des conditions réelles, et détecte les lacunes dans la prise en charge. La recherche biomédicale expérimentale s’attache à identifier les cellules responsables des maladies rhumatismales et les mécanismes moléculaires sous-jacents. Le DRFZ propose également des formations initiales et continues dans ces domaines. Dans le cadre de ses recherches, il utilise et développe des technologies de pointe, notamment en cytométrie en flux et en microscopie intravitale.
L’institut fait partie des leaders internationaux en immunologie, rhumatologie expérimentale et épidémiologie des maladies rhumatismales. Il est membre de la Communauté Leibniz depuis 2009.
Il est structuré en trois programmes de recherche :
1. Physiopathologie des inflammations rhumatismales
2. Épidémiologie et recherche sur les soins
3. Rhumatologie régénérative (depuis 2015)
L’institut a été évalué pour la dernière fois en 2018 par la Communauté Leibniz.
En 2017, les revenus du DRFZ s’élevaient à 16,1 millions d’euros, dont 9,6 millions (60 %) provenaient du financement de base assuré par la Fédération et les Länder, et 6,5 millions d’euros (40 %) de fonds tiers.
Les principaux bailleurs de fonds tiers étaient : l’industrie (1,6 million €), la Fédération et les Länder (1,6 million €), la Deutsche Forschungsgemeinschaft (1,3 million €) et diverses fondations (1,2 million €). Dans certains programmes, la part des fonds tiers est nettement plus élevée, atteignant par exemple 71,4 % (3 millions €) dans le programme Épidémiologie et recherche sur les soins en 2017.
Un pilier central du DRFZ est sa collaboration étroite avec l' Hôpital universitaire de la Charité de Berlin
Le DRFZ a été dirigé de 1996 à 2023 par le biologiste cellulaire Andreas Radbruch, assisté jusqu’en 2020 par l’épidémiologiste Angela Zink comme directrice scientifique adjointe. Depuis le 1er mai 2023, Eicke Latz est directeur scientifique de l’institut.